# 이든 파크
이든 파크(Eden Park)는 1900년 세워진 뉴질랜드 오클랜드의 럭비, 크리켓 경기장이다. 60000명을 수용하며 수퍼 럭비의 오클랜드 블루스와 ITM 컵의 오클랜드 럭비 풋볼 유니언, 그리고 플런켓 실드의 오클랜드 에이시스의 홈구장이다. 1987년 럭비 월드컵, 2011년 럭비 월드컵, 그리고 2015 크리켓 월드컵의 주경기장이다.

## 같이 보기
- 2011년 럭비 월드컵